# Remedy Club Tour
Remedy Club Tour é o primeiro álbum ao vivo de David Crowder Band, lançado pela gravadora Sixstepsrecords em 2008.
| Críticas profissionais                                                      | Críticas profissionais |
| Avaliações da crítica                                                       | Avaliações da crítica  |
| Fonte                                                                       | Avaliação              |
| --------------------------------------------------------------------------- | ---------------------- |
| Allmusic                                                                    | [ 3 ]                  |
| Jesus Freak Hideout                                                         | [ 4 ]                  |
| Esta tabela precisa de ser acompanhada por texto em prosa. Consulte o guia. |                        |

## Faixas
1. "I'm Trying to Make You Sing" - 2:48
2. "The Glory of It All" - 5:07
3. "Can You Feel It?" - 5:02
4. "Everything Glorious" - 3:35
5. "...Neverending..." - 3:15
6. "Here Is Our King" - 4:10
7. "You Are My Joy" - 5:52
8. "We Won't Be Quiet" - 4:24
9. "Foreverandever Etc..." - 5:23
10. "A Beautiful Collision" - 4:30
11. "Never Let Go" - 5:36
12. "Remedy" - 5:30
13. "I Saw the Light" - 2:45
14. "No One Like You" - 4:20
15. "O Praise Him (All This for a King)" - 5:39
16. "Surely We Can Change" - 5:11